# Скорицкое
Скорицкое — село в Репьёвском районе Воронежской области Российской Федерации.
Входит в состав Скорицкого сельского поселения.

## История
Хутор Скориков основан малороссиянами , переселенцами с Украины на земли князя Репнина П.И около 1757 года.Название получил по фамилии одного из первопоселенцев - Скориков . В 1861 году в хуторе построена каменная Троицкая церковь , с этого времени Скорицкое - слобода .С момента основания и до 1847 года жители Скорицкого были в крепостной зависимости . Начало освобождению крестьян положило прошение владелицы Стрекаловой А.Н , поданное императору Николаю Павловичу 17 декабря 1845 года . Подпись императора со словами " Быть по сему " поставлена 30 мая 1847 года . Выкупные платежи продолжались почти 35 лет .
Впервые название хутора было зафиксировано на плане генерального межевания в 1781 году По состоянию на 1900 год, в Скорицком было 1600 жителей, имелись церковь, земская и церковно-приходская школы , две мелочных и одна винная лавки.

## География
В селе имеются одна улица — Октябрьская и один переулок — Торговый.

## Население
| 2010 |
| ---- |
| 125  |

1906-1350

## Известные уроженцы
- Владимиров, Иван Васильевич (1898—1977) — советский военачальник, генерал-лейтенант артиллерии.